# Live Evil
Live Evil é o primeiro álbum ao vivo da banda de heavy metal Black Sabbath.

## Concepção
A banda pretendia gravar um ao vivo desde 1975, porém sempre o adiavam para gravar o próximo álbum de estúdio, e descontentes com o ao vivo Live At Last eles resolveram gravar um novo ao vivo, que se chamaria Evil Live. A turnê do álbum Mob Rules parecia ser perfeita para as gravações, e além disso Ozzy Osbourne estava lançando o ao vivo Speak of the Devil, que era composto somente por canções da época do Sabbath.

## Elaboração do álbum e desentendimentos
Quando a banda começou a gravar alguns shows pelos Estados Unidos, Geezer e Iommi pareciam meio descontentes com Dio, pois achavam que Dio estava usando a oportunidade para promover seu futuro trabalho solo. A tensão crescia, de um lado Geezer e Iommi e do outro Dio, os dois acusavam Dio de ser muito autoritário na banda. A gota d'água foi durante a mixagem do álbum. Boatos diziam que Dio tinha diminuído o volume do baixo e da guitarra, para sobrepor sua voz e a bateria de Appice. A história foi desmentida por Iommi algum tempo depois. Dio não ficou irritado apenas com a demora da mixagem do álbum, mas também com os créditos, já que seu nome tinha sido colocado por último, abaixo de Geezer e Iommi, ao contrário do que aconteceu nos álbuns anteriores, onde seguia uma ordem alfabética, além disso colocaram seu nome como "Ronnie Dio", e não como "Ronnie James Dio". Outra foi terem colocado o nome de Appice, em letras minúsculas, apenas nos agradecimentos junto com Geoff Nicholls.

## O resultado
O álbum foi produzido por Iommi e Geezer, e gravado nas cidades de Dallas, San Antonio e Seattle, nos Estados Unidos. O álbum traz canções da "fase Ozzy", como do primeiro disco "Black Sabbath" e "N.I.B.", "Paranoid", "Children of the Grave", "War Pigs" e "Iron Man", e ainda a instrumental "Fluff" do álbum Sabbath Bloody Sabbath, que sofreu um terrível corte para poder caber em um CD (já que o álbum era LP duplo). As canções da fase Heaven and Hell/Mob Rules, fizeram muito sucesso ao vivo neste álbum, mas não tanto quanto a própria "Heaven and Hell", com quase 20 minutos de duração interpolada com "The Sign Of The Southern Cross".

## Mudança de formação
Como resultado dos desentendimentos ocorridos durante a realização do álbum, Dio deixa a banda, e leva Appice com ele, começando a trabalhar em seu projeto solo Dio, junto com o ex-Sweet Savage Vivian Campbell, e seu companheiro de banda na época do Rainbow, Jimmy Bain. Algum meses após a saída de Dio da banda, é anunciado o novo vocalista Ian Gillan.

## Faixas
1. "E5150" (Butler/Dio/Iommi) - 2:21
2. "Neon Knights" (Butler/Dio/Iommi/Ward) - 4:36
3. "N.I.B." (Butler/Iommi/Osbourne/Ward) - 5:09
4. "Children of the Sea" Butler/Dio/Iommi/Ward) - 6:08
5. "Voodoo" (Butler/Dio/Iommi) - 6:07
6. "Black Sabbath (Butler/Iommi/Osbourne/Ward) - 8:39
7. "War Pigs" (Butler/Iommi/Osbourne/Ward) - 9:19
8. "Iron Man" (Butler/Iommi/Osbourne/Ward) - 7:29
9. "The Mob Rules" (Butler/Dio/Iommi/Ward) - 4:10
10. "Heaven and Hell (Butler/Dio/Iommi/Ward) - 12:04
11. "Sign of the Southern Cross/Heaven and Hell (Continued)" (Butler/Dio/Iommi/Ward)/(Butler/Dio/Iommi) –  7:15
12. "Paranoid" (Butler/Iommi/Osbourne/Ward) - 3:46
13. "Children of the Grave" (Butler/Iommi/Osbourne/Ward) - 5:25
14. "Fluff" (Butler/Iommi/Osbourne/Ward) –  0:59

## Créditos
- Ronnie James Dio - vocais
- Tony Iommi - Guitarra
- Geezer Butler - Baixo
- Vinny Appice - Bateria
- Geoff Nicholls - Teclado
- Produção Tony Iommi, Geezer Butler
- Gravado em Seatle, Dallas e San Antonio, Estados Unidos
- Ilustração da Capa: Paul Clark
- Direção e Design de Arte: Jay Vigon
- Ilustrações: Stan Watts
- Fotografia: Mark Weiss, Par Habron
- Remasterizado por Ray Staff no Whitfield Street Studios
- Fotografia adicional: Ross Halfin e Chris Walter

## Catálogos
- 2-LP Vertigo 6650 009 (NL 1982)
- 2-LP Vertigo SAB 10 (1983)
- 2-LP Warner Bros (1982)
- 2-CD Warner Bros 9 23742-2 (USA 1982)
- MC Vertigo 7565 009 (1982)
- CD Vertigo 826 881-2 (UK 1983)
- CD Essential/Castle ESMCD333 (UK - Apr 1996) - Remastered
- CD Sanctuary SMRCD074 (UK 2004)

## Desempenho nas paradas
| Ano  | Posições | Posições | Posições | Certificações |
| Ano  | UK       | SWE      | US       | Certificações |
| ---- | -------- | -------- | -------- | ------------- |
| 1982 | 13       | 15       | 37       | Platina (UK)  |